# جون إف. كلارك
جون إف. كلارك (بالإنجليزية: John F. Clark)‏ هو ضابط شرطة أمريكي، ولد في 24 فبراير 1993.